# 佛伊斯拉夫·塞塞利

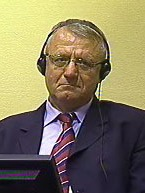
佛伊斯拉夫·塞塞利

佛伊斯拉夫·塞塞利（1954年10月11日—）是南斯拉夫政治人物、塞爾維亞激進黨創設者、黨魁。南斯拉夫內戰時的民兵組織「白鷹」的創設者。

## 生平
生于南斯拉夫社會主義聯邦共和國塞拉耶佛。毕业于萨拉热窝大学法律系。1979年成为当时南斯拉夫最年轻的法学博士。
2003年1月前南斯拉夫問題國際刑事法庭（ICTY）正式起诉舍舍利1991年至1995年在波黑与克罗地亚对非塞尔维亚族人犯下三项反人类罪（包括迫害、驱逐、不人道或强制转移）以及六项战争罪（包括谋杀、酷刑和残忍待遇、肆意破坏等），控方要求判处他终身监禁。2003年2月24日，舍舍利购买了机票，在记者的伴随下只身从贝尔格莱德前往海牙接受审判。但舍舍利不承认前南刑庭的合法性，一直坚称自己无罪，并坚持自己辩护。前南刑庭法官裁决拒绝舍舍利在法庭上自我辩护并自由选择律师。2006年11月舍舍利开始绝食，要求法庭同意他自由选择法律顾问，无条件地给予他为自己辩护的权利，同时允许其妻子无限制地探视。舍舍利绝食28天后，2006年11月27日法官推翻先前的决定，允许其自我辩护的权利。
2007年11月7日前南刑庭正式开庭审理舍舍利一案。舍舍利在庭上质疑前南刑庭合法性，并希望前南刑庭给他最严厉刑罚，反衬他“思想永恒”，“希望我的思想不朽……裁决越厉，我的思想就变得越强大”。
2014年11月，舍舍利因健康原因被前南刑庭暂时释放，返回贝尔格莱德。2014年11月28日，克罗地亚政府宣布因对塞尔维亚政府放纵“大塞尔维亚主义”者舍舍利不满，克罗地亚总理佐兰·米拉诺维奇取消赴贝尔格莱德的外交访问。克罗地亚政府认为，舍舍利返回贝尔格莱德后，继续鼓吹民族主义言论，而塞尔维亚政府没有明确限制和反对舍舍利的言论，实际上是在放纵民族主义情绪，破坏了双方高级领导人会晤的气氛。克方认为：两国对历史问题的看法历来存在分歧，舍舍利被临时释放进一步加剧了双方的矛盾。
设在荷兰海牙的联合国前南斯拉夫问题国际刑事法庭（前南刑庭）2016年3月31日对塞尔维亚激进党主席沃伊斯拉夫·舍舍利作出无罪判决，宣布他被指控的全部罪名不成立。判决书称：检方未能提供有力证据证明舍舍利犯下了被指控的罪行。舍舍利同日在贝尔格莱德召开新闻发布会，称可能向前南刑庭索赔1400万欧元。

## 外部連結
- Profile: Vojislav Šešelj（页面存档备份，存于）